# Friedrich Suckow

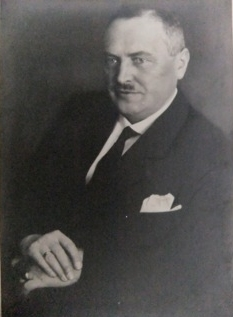
Friedrich Suckow, um 1930

Friedrich Suckow in Couleur, um 1890

Friedrich Suckow (* 10. August 1870 in Breslau; † 8. Dezember 1937 in Berlin) war ein deutscher Geodät, preußischer Ministerialbeamter und Hochschullehrer für Vermessungswesen.

## Leben
Friedrich Suckow studierte Landvermessung an der Landwirtschaftlichen Hochschule Berlin, wo er 1889 dem geodätisch-kulturtechnischen Verein „Kette“ – dem späteren RSC-Corps Saxonia-Berlin – beitrat. 1891 legte er das Landmesserexamen ab und trat in den preußischen Katasterdienst in Potsdam ein.
Ab 1895 leitete er für zehn Jahre das Katasteramt Husum. Anschließend wurde ihm die Leitung der Neumessungsabteilung in Minden übertragen. Von 1911 bis 1912 war er Dezernent bei der Bezirksregierung Koblenz und von 1913 bis 1918 bei der Bezirksregierung Frankfurt an der Oder. 1914 wurde er zum Steuerrat ernannt. Durch seine verschiedenen Tätigkeiten an unterschiedlichen Orten erwarb er sich einen reichen Erfahrungsschatz in allen Katasterfragen.
Suckow war ein Verfechter der klassischen preußischen Katasterverwaltung, die auf dem weittragenden Reichsgerichtsurteil von 1910 zur Teilnahme des Katasters am öffentlichen Glauben des Grundbuchs und zur Grenzanerkennung basierte.
1918 wurde er als Geheimer Finanzrat und Vortragender Rat in das Preußische Finanzministerium berufen und später zum Ministerialrat befördert. Über 15 Jahre setzte Suckow seine ganze Kraft für die Förderung der preußischen Katasterverwaltung aller Zweige des Vermessungswesens ein. 1933 ließ er sich in den Ruhestand versetzen, offiziell wegen eines Gehörschadens, tatsächlich jedoch, weil er mit den neuen Machthabern nicht kooperieren wollte.
Ab 1923 hielt Friedrich Suckow Vorlesungen über die Geschichte des Vermessungswesens an der Landwirtschaftlichen Hochschule Berlin und ab 1927 an der Technischen Hochschule Berlin. An der Verlegung des Geodäsie-Studiums von der Landwirtschaftlichen an die Technische Hochschule war er maßgeblich beteiligt und schuf damit wesentliche Grundlagen für die erweiterte akademische Ausbildung. 1932 ernannte ihn die Technische Hochschule Berlin zum Honorarprofessor. Suckow wirkte im Beirat für das Vermessungswesen seit dessen Gründung 1922 bis zur Auflösung 1935, vor allem als Obmann im Ausschuss V für Organisations- und Ausbildungsfragen.

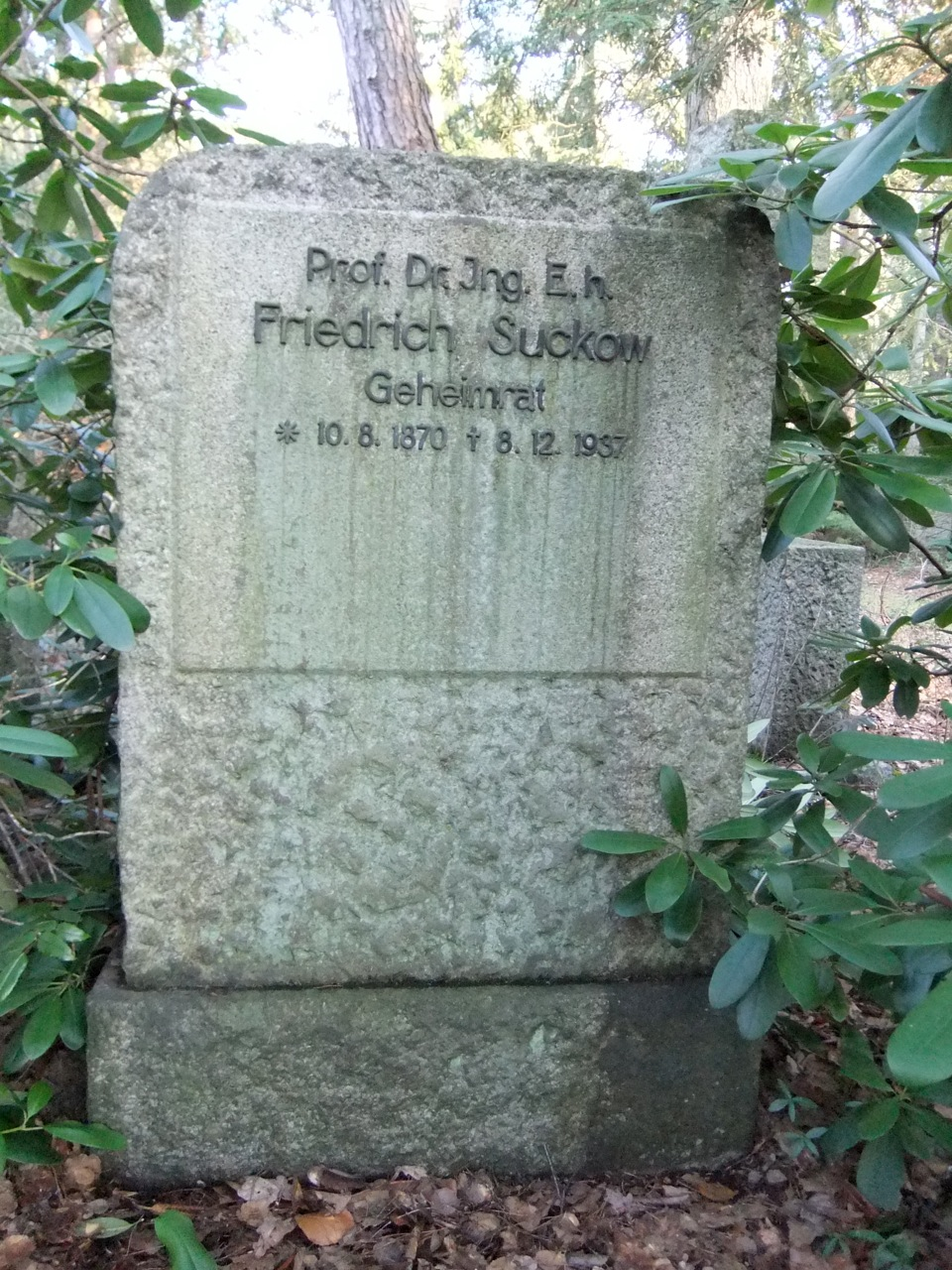
Grab von Suckow in Stahnsdorf (2011)

Friedrich Suckow wurde auf dem Südwestkirchhof Stahnsdorf beerdigt.

## Auszeichnungen
- großherzoglich oldenburgisches Friedrich-August-Kreuz 2. Klasse
- herzoglich sachsen-altenburgische Verdienstmedaille
- Verdienstkreuz für Kriegshilfe
- 1929: Ehrendoktorwürde (als Dr.-Ing. E. h.) der Technischen Hochschule Hannover[2]

## Schriften
- Die Feststellung der rechtlichen Grenzen nach den Ergänzungsvorschriften für die Ausführung von Fortschreibungsvermessungsarbeiten vom 21. Februar 1913. Liebenwerda 1917.
- Die Landmessung. Berlin 1919.
- Die Erhebung einer vorläufigen Steuer vom Grundvermögen. Berlin 1923.
- Die Grenzanerkennungsverhandlungen. Liebenwerda 1930.
- Überblick über das deutsche Vermessungswesen. Liebenwerda 1932.
- (mit Karl Schünemann): Die Ausbildung und Prüfung der Vermessungsingenieure in Preußen. Berlin 1933.